# Kalvių karjeras
Kalvių karjeras este o arie protejată (arie de protecție specială avifaunistică — SPA) din Lituania întinsă pe o suprafață de 36,74 ha, integral pe uscat.

## Localizare
Centrul sitului Kalvių karjeras este situat la coordonatele 55°38′16″N 21°17′27″E / 55.6378°N 21.2908°E.

## Înființare
Situl Kalvių karjeras a fost declarat arie de protecție specială avifaunistică în aprilie 2005 pentru a proteja 3 specii de animale.

## Biodiversitate
Situată în ecoregiunea boreală, aria protejată nu include niciun habitat protejat.
La baza desemnării sitului se află mai multe specii protejate de  păsări (3): cresteț pestriț (Porzana porzana), chiră mică (Sterna albifrons), chiră de baltă (Sterna hirundo).